# Stipo Ledić
Stipo Ledić (Bugojno, 1934. -  Zagreb, 2012.), hrvatski akademski kipar iz Bosne i Hercegovine.

## Životopis
Rođen je u Bugojnu 1934. godine. U Sarajevu je završio školu za primijenjenu umjetnost, a u Zagrebu je 1962. diplomirao na kiparskom odjelu Akademije likovnih umjetnosti u klasi profesora Frana Kršinića. Nakon toga radi kao profesor likovnog odgoja u osnovnoj školi Vladimir Gortan u Puli. Od 1968. do 1979. usavršavao se u Kršinićevoj majstorskoj radionici. Od 1979. radio je kao stručni suradnik u bugojanskom Zavodu za urbanizam i izgradnju te je dao važan doprinos urbanom uređenju grada zbog čega je nagrađen titulom počasnog građanina i priznanjem za doprinos razvoju kulture grada. Za grad Bugojno posebno su značajne njegove fontane i brojne brončane skulpture. Mnogi su njegovi radovi uništeni za vrijeme rata u BiH tijekom kojeg je napustio rodni grad i preselio u Zagreb gdje je 2012. godine preminuo u 78. godini.
Radove je izlagao u Hrvatskoj i inozemstvu.